# Kaspar Megander
Kaspar Megander, gräzisiert aus Kaspar Grossmann (* 1495 in Zürich; † 18. August 1545 ebenda), war ein reformierter Theologe und Reformator der Schweiz.

## Leben
Kaspar Grossmann wurde als Sohn eines Zürcher Ratsherrn geboren; seine Schwester Appolonia († 1532) war mit dem Berner Politiker Niklaus Zurkinden verheiratet. 
Er studierte ab 1515 in Basel, wo er 1518 den Magistergrad erlangte. Als Kaplan am Zürcher Spital heiratete er 1524 die Haushälterin Regula Offenhusser und wurde Spitalprediger am Grossmünster.
In der Disputation vom 6. bis 8. November 1525 trat er als entschiedener Anhänger Ulrich Zwinglis auf und verteidigte dessen Thesen gegen die Täufer. Von nun an wirkte er an der Zürcher Bibel mit und verhandelte mit den Täufern. Eindrucksvoll war auch sein Auftreten bei der Berner Disputation 1528. Daraufhin berief ihn der bernische Rat als Prediger und Professor der Theologie. Bei Verhandlungen war er oft hitzig und handelte unklug, was 1531 zur Entlassung aus dem Predigeramt führte. Auf Vermittlung von Wolfgang Capito wurde er 1532 wieder eingesetzt arbeitete mit Heinrich Bullinger, Leo Jud, Simon Grynäus, Oswald Myconius, Martin Bucer und Wolfgang Capito die Confessio Helvetica prior von 1536 aus.
Als Berchtold Haller gealtert war, trat Megander in den Vordergrund. In seiner kirchlichen Arbeit richtete er sich nach Zürcher Vorbild. Bei Disputationen blieb er erfolgreich. In der Lausanner Disputation setzte er 1537 die von ihm entworfene Kirchenverfassung durch. In der Frage der Wittenberger Konkordie war er der schärfste Gegner Martin Bucers. In Bern wurde der Streit mit großer Heftigkeit geführt. Bucer wusste zwar zu erreichen, dass Megander die Abendmahlslehre in seinem Katechismus «Kurzer Abriss christlicher Auslegung für die Jugend» ändern musste. Er fügte sich nicht, wurde entlassen und ging nach Zürich und wirkte dort in seinen letzten Lebensjahren am Grossmünster.

## Werke
- Farrago annotationum in Genesim ex ore Huldrychi Zuinglii per Leonem Judae et Casparem Megandrum excerptarum, Zürich 1527
- In exodum alia farraginis annotationum particula per Leonem Judae et Casparem Megandrum ex ore Zuinglii et aliorum Tiguri Deuterotarum comportata, Zürich 1527;
- Predigt Von Standhafftigkeyt (zu Gal 1,1ff.), in: Die Predigten, so von den frömbden Predicanten zu Bern uff dem gesprech gehalten, Zürich 1528, Seite 177–184
- Cancell unnd Agend büchly, Zürich 1529;
- In Epistolam Pauli ad Galatas Commentarius, Zürich 1533; Digitalisat
- In Epistolam Pauli ad Ephesios Commentarius, Basel 1534 (Nachdruck: Zug 1983); Digitalisat
- In divi Pauli Epistolas tres ad Timotheum & Titum expositio, Basel 1535;
- Eyn kurtze aber Christenliche usslegung für die jugend der Gebotten Gottes, des waaren Christenlichen Gloubens uund Vatter unsers mit eyner kurtzen erlüterung der Sacramenten, wie die zu Bernn in Statt uund Land gehalten (Katechismus), Basel 1536, Zürich 1536, 1538, 1600 (online)
- Epistola Pauli ad Hebraeos, ohne Ortsangabe 1539
- Joannis Apostoli Epistola, ohne Ortsangabe 1539